# Синегуб, Сергей Силыч
Сергей Силыч Синегуб (1851―1907) — поэт, участник кружка чайковцев, приговорённый по «Процессу ста девяноста трёх» к 9 годам тюрьмы. Автор сборников «Стихотворения» (1906) и воспоминаний «Записки чайковца».

## Биография
Родился 1 (13) декабря 1851 года в семье помещика Екатеринославской губернии. По окончании минской гимназии он поступил в 1871 году в Петербургский технологический институт. Сблизившись с участниками кружка чайковцев (названного по имени Н. В. Чайковского, одного из организаторов объединения), он начал активную пропагандистскую работу, участвовал в подготовке «хождения в народ», вёл пропаганду среди рабочих-ткачей. С 1872 года он — член общества чайковцев. Один из первых организаторов рабочих кружков в Санкт-Петербурге.
В ноябре 1873 года арестован. По «Процессу ста девяноста трёх» (1877-78 годы) приговорён к 9 годам каторги, которую отбывал на Каре. Отправлен в Нижне-Карийскую тюрьму, после отбытия срока каторги оставлен на поселении в Чите.
В 1890 году С. С. Синегуб с семьей переехал в Амурский край, где в течение двух лет работал на золотых приисках Ниманской компании по найму в качестве служащего и занимался литературной работой. На страницах сибирской и дальневосточной печати — в «Сибирской газете» и в газете «Владивосток» — появлялись его стихи, рассказы, корреспонденции. После возвращения с приисков Ниманской компании С. С. Синегуб живёт несколько лет в Чите, а в конце 1895 года переезжает в Благовещенск.
Он и его жена, Лариса Васильевна Синегуб (Чемоданова), были активными сотрудниками «Амурской газеты», а затем и газеты «Амурский край». Здесь публиковались стихотворения, рассказы, публицистические статьи, а также фельетоны С. С. Синегуба и рассказы, очерки, статьи, журнальные обозрения, библиографические заметки Л. В. Синегуб. В Благовещенске Синегубы прожили до 1900 года, затем переехали в Томск. Здесь они сотрудничали в газете «Сибирская жизнь».
В 1906 году выпустил сборник «Стихотворения» (Ростов-на-Дону) и воспоминания «Записки чайковца». В поздних стихах Синегуба чувствуется печаль и по уходящим годам, и по тому, что так и не происходит в стране вызывавшее у него надежды возрождение.

## История любви
Лариса Васильевна Чемоданова (1856—1923), дочь сельского священника, была моложе Синегуба на 5 лет. Она родилась в с. Ухтым Вятской губернии (ныне Богородский район), окончила Вятское епархиальное женское училище, пыталась неудачно убежать из родительского дома, чтобы учиться в Петербурге. Поскольку народники стремились к освобождению и от «домашнего гёета», Синегуб посчитал своим революционным долгом «освободить от семейного деспотизма» совсем незнакомую ему девушку, мечтавшую «служить народу». В то время среди революционеров практиковалось заключение с этой целью фиктивного брака. Именно так решили поступить 21-летний Сергей Синегуб и Лариса Чемоданова, которой не исполнилось и семнадцати. Синегуб влюбился в невесту с первого взгляда, но народнические принципы не позволяли ему признаться в любви, даже когда Лариса приехала в Петербург и стала жить с мужем в коммуне: «Это было бы преступлением, посягательством с моей стороны на её свободу, так как я был её законный муж». В итоге Лариса сама призналась Сергею в любви и по окончании «Процесса ста девяноста трёх» поехала за осужденным мужем в Сибирь.
С. С. Синегуб умер 20 октября (2 ноября) 1907 года от разрыва сердца. Л. В. Чемоданова умерла в Томске, пережив мужа на 16 лет. Могила Синегуба на Преображенском кладбище утрачена при ликвидации кладбища в 1950-е годы.
История любви Синегуба и Ларисы положена в основу фильма «Нас венчали не в церкви». Роль Синегуба сыграл Александр Галибин. Для фильма был написан известный романс Исаака Шварца на стихи Булата Окуджавы «Любовь и разлука».
Дети:
- Сергей, Наталья, Александра (ум. в раннем детстве), Анатолий (в 1904 году пропал без вести во время Русско-японской войны), Владимир (погиб на фронте в Первую мировую войну), Лидия, Лариса, Мария
- Евгений Сергеевич Синегуб-Будаков (1881, Чита — 1953, Москва), минералог, писатель, журналист. Жена — Нина Алексеевна Белевская (дочь публициста, журналиста-народника Белоруссова (Белевского) Алексея Станиславовича). Внучки — Наталья (г.р. 1906), Ирина (г.р. 1908)[4].
- Лев Сергеевич Синегуб (1887). участник революционного движения, эсер. Был повешен 17 февраля 1908 года за участие в подготовке убийства министра. Один из семи повешенных[5] по приговору военного суда. Казнь послужила поводом для Леонида Андреева при написании «Рассказа о семи повешенных».

## Сочинения
- Записки чайковца, М.- Л., 1929.
- [Стихи] // Вольная русская поэзия второй половины XIX в. Л., 1959.